# Беаланкур
Беаланкур (фр. Béalencourt) насеље је и општина у североисточној Француској у региону Север-Па д Кале, у департману Па де Кале која припада префектури Арас.
По подацима из 2011. године у општини је живело 118 становника, а густина насељености је износила 16,14 становника/km². Општина се простире на површини од 7,31 km². Налази се на средњој надморској висини од 106 метара (максималној 124 m, а минималној 55 m).

## Демографија
| 1962. | 1968. | 1975. | 1982. | 1990. | 1999. | 2011. |
| ----- | ----- | ----- | ----- | ----- | ----- | ----- |
| 164   | 185   | 157   | 193   | 159   | 135   | 118   |

График промене броја становника у току последњих година